# Эклоги (поэмы Данте)
Эклоги итальянского поэта Данте Алигьери — две его 
стихотворные поэмы на латыни, написанные гекзаметром с названием, позаимствованным у Вергилия:
- «Vidimus in migris albo patiente lituris» из 68 стихов;
- «Velleribus Colchis prepes detectus Eous» из 97 стихов.

Написанные в 1319—1320 гг. в Равенне, впервые были опубликованы во Флоренции в 1719 году.
Эти буколики, которыми Данте обменялся в последние годы жизни с болонским эрудитом и поэтом Джованни ди Вирджилио, бросают вечерний свет на интимные отношения старившегося поэта. Джованни звал его в Болонью, манил лавровым венком; и Данте он когда-то снился, но во Флоренции, на берегах родного Арно. Теперь уже поздно, говорит он, да и друзья тревожно спрашивают: неужели он согласится?
Сцена действия эклог, в которых беседующие лица — пастухи с классическими именами, подсказана идиллией и вместе действительностью: от неё веет прохладой соснового леса, знаменитой равеннской Пинеты, шёпот которой вспомнился Данте в видениях земного рая (Purg. XXVIII, 19 и сл.).